# Group S Challenge
Group S Challenge (サーカスドライブ, Circus Drive) est un jeu vidéo de course développé par Nelvana et édité par Capcom, sorti en 2003 sur Xbox.

## Accueil
- GameSpot : 6,2/10[1]